# Hans van Steenwinckel el Menor
Hans van Steenwinckel el Menor (1639 – 1700) fue un arquitecto y escultor danés, hijo de Hans van Steenwinckel el Joven y nieto de Hans van Steenwinckel el Viejo. Siguiendo los pasos de su padre y de su abuelo, en 1669 fue nombrado maestro real de obras. Alrededor de 1680, sustituyó a Ewert Janssen como maestro de obras navales en Holmen.

## Obras principales

### Palacio del Príncipe Jorge
De 1671 a 1673, van Steenwinckel destruyó el Palacio del Príncipe Jorge en Vordingborg .  Era un elegante palacio barroco, construido para el príncipe Jorge de Dinamarca sobre las ruinas del castillo de Vordingborg, que había sido destruido por los suecos en las Guerras del Norte una década antes. En 1683, el príncipe Jorge se casó con la princesa Ana de Gran Bretaña, probablemente sin haber fijado nunca su residencia en Vordingborg. En 1750 el edificio vacío fue demolido. 

### Capilla sepulcral
En la iglesia de San Pedro de Copenhague, en la que su abuelo había realizado importantes trabajos cien años antes, van Steenwinckel el Menor construyó entre 1681 y 1683 una capilla sepulcral de tres alas. También realizó trabajos en la iglesia propiamente dicha, incluida la adición de un frontón barroco al coro . 

### Polvorines
Tras su nombramiento como Maestro de Construcción Naval en Holmen, fue responsable de la construcción de dos polvorines en la muralla de Christianshavn. La construcción del primer polvorín, ubicado en el Bastión de Vilhelms, comenzó en 1688, mientras que el segundo, construido según un diseño similar en el Bastión de Carls, se inició dos años más tarde. 

### Primer palacio Eremitage
En 1694 diseñó también la Casa Hubertus, precursora del Palacio Eremitage de Jægersborg Dyrehave.Recibe el nombre de Hubertus, patrón de los cazadores, y era un mirador utilizado por Christian V para banquetes y cacerías reales. Lo más probable es que la estructura fuera demasiado endeble y, a pesar de las extensas reparaciones realizadas en 1731, el palacio se encontraba en tan mal estado en 1734 que fue necesario derribarlo.

### Otros trabajos
Hans van Steenwinckel el Menor también sirvió bajo el mando del Maestro General de Obra Lambert van Haven, participando en la ejecución de proyectos como la nueva puerta de la ciudad de Nørreport y la Iglesia de Nuestro Salvador.  Como maestro de obras navales, construyó el hospicio naval Kvæsthuset en la esquina de Kvæsthusgade y Sankt Annæ Plads (1684-86), pero al año siguiente se convirtió en cuartel de reclutas para la guarnición de Copenhague.